# Aarden (scheikunde)
Met aarden werd vroeger een aantal onoplosbare vuurvaste stoffen aangeduid. Er werd onderscheid gemaakt tussen de eigenlijke aarden, zoals berylaarde en zirkoonaarde en alkalische aarden als kalkaarde en barietaarde. Deze stoffen werden als element beschouwd, maar ze blijken oxiden van elementen te zijn.
De verouderde naam "aarde" leeft nog voort in de termen aardalkalimetalen (de metalen van de 'alkalische aarden') en zeldzame aarden (de verzamelnaam voor scandium, yttrium en de lanthanoïden). De term "aardmetalen" voor de boorgroep is niet meer toegestaan, boor is immers geen metaal.